# Biotop
Biotop (gr. βίος bíos „życie”, τόπος tópos „miejsce, region”) – środowisko życia biocenozy, środowiskowa część ekosystemu. Pierwotnie biotopem określano tylko abiotyczne elementy siedliska. Obecnie często rozumiany jest jako siedlisko nieożywione zmienione przez biocenozę. Biotop razem z biocenozą tworzy ekosystem.
Zbliżonym terminem jest siedlisko (habitat), określane jako zespół czynników niezależnych od biocenozy.
W akwarystyce i terrarystyce biotopem potocznie określa się wzorzec warunków środowiska, z którego pochodzą hodowane zwierzęta i rośliny. Przygotowanie i pielęgnacja akwarium lub terrarium środowiskowego zmierza do zapewnienia warunków możliwie zbliżonych do naturalnych (np. biotop tanganikański, biotop malawijski czy biotop południowoamerykański).